# حسین سلمی
حسین سلمی (انگلیسی: Housseyn Selmi؛ زادهٔ ۱۱ فوریهٔ ۱۹۹۳) بازیکن فوتبال اهل الجزایر است.
از باشگاه‌هایی که در آن بازی کرده‌است می‌توان به باشگاه فوتبال اوراس باتنه اشاره کرد.
وی همچنین در تیم ملی فوتبال الجزایر بازی کرده‌است.